# A todo o nada (Chile)
A todo o nada fue un programa de televisión de concursos chileno, emitido por Mega entre 2013 y 2014, y por Televisión Nacional de Chile (TVN) en 2020. En su primera etapa, fue producido por Endemol Chile, y en la segunda por Kuarzo TV. Es una versión del exitoso programa argentino A todo o nada transmitido por El trece.  
Se transmitió en su primera vez entre 24 de julio de 2013 y finalizó el 20 de febrero de 2014. Fue conducido por Francisco Kaminski. Se reestrenó por TVN desde el 27 de enero de 2020 hasta el 13 de marzo del mismo año, cuando tuvo que ser cancelado por la pandemia del COVID-19 y fue conducido por Gustavo Huerta.
Sus reglas fueron adaptadas de El último pasajero, que entre 2006 y 2010 fue transmitido en Chile por TVN, pero a diferencia de este los concursantes no compiten por una gira de estudios, sino que por premios al instante tales como: tabletas, teléfonos, viajes, etc, que varían según la prueba. Simple y de carácter familiar cuyas pruebas están hechas para personas comunes y corrientes de cualquier sexo y edad.

## Formato
En vivo, una larga fila de concursantes hacen diferentes pruebas con tal de ganar electrodomésticos, viajes, entre otros. Cada prueba tiene un tiempo de 10 a 20 segundos, dependiendo de lo largo de la misma.

## Premios
- Boombox MTV
- Tablet MTV
- Netbook MTV
- LED TV
- Notebook
- Changan CS 35
- Televisión inteligente
- Frigobar
- Celular Azumi
- Parrilla a gas
- Viajes
- PlayStation 3
- Full 4 MTV
- LCD

## Pruebas
- El mástil: Consiste en girar una pelota con una cuerda alrededor de un mástil y hacer que la pelota entre al recipiente.
- Fotos de Twitter: Para los participantes que no pueden ir al estudio está este concurso, en el cual se muestran fotos subidas a Twitter con el hashtag #AtodoOnadaMega. La fotografía más creativa gana al final del programa un Boombox.
- ¿Qué es?: Un objeto gira rápidamente, y los concursantes tienen que adivinar cuál el objeto que está girando constantemente.
- Las montañas: Consiste en lanzar una bola de bowling en una zona ondulada para que caiga en la zona de premio.
- La tuerca: El concursante tiene 10 segundos para sacar una tuerca y depositarla en el recipiente.
- Atrapa las bolas: El concursante debe atrapar con una sola mano 2 bolas de golf que salen de la estructura.
- Los chanchos: En 10 segundos, el concursante debe introducir una moneda en cada una de las 10 alcancías solo con una mano.
- El bate: Consiste en lanzar un bate de béisbol y hacer caer una bola de béisbol en la zona de premio.
- El cieguito box: En 30 segundos y sin ver, el concursante debe golpear las 3 peras de box solo con un puño.
- La gata: El concursante tiene 5 segundos para activar la luz con la gata.
- La lámpara: En 5 segundos el concursantes debe encender todas las lámparas.
- Las ranitas: Consiste en una ranita de juguete, el cual el concursante tiene que hacerla avanzar hasta la zona de premio; si se detiene antes o después de la zona de premio, pierde.
- El ventilador: El concursante debe lograr encajar la pelota en cualquiera de los 3 recipientes que giran rápidamente.
- Pica la pelota: El concursante debe hacer rebotar una pelota para que caiga en el recipiente.
- Los globos: En 5 segundos el concursante debe reventar 10 globos solo con las manos.
- Choque de Bolas: El concursante debe lanzar la bola, chocarla con la otra y dejarla en la zona de premio
- La sierra: El concursante debe tirar una manzana sin que esta toque las sierras.
- El auto: El concursante, con su auto, debe empujar una pelota hacia los bolos de bowling todo esto sin pasar la línea y botar todos los bolos de bowling.
- El elástico: El concursante debe tirar un elástico logrando botar un bloque de madera y el testimonio en un tubo.
- Separadores de cinta: El concursante debe unir 5 cintas en 10 segundos.
- La prensa: El concursante debe lanzar la lata de bebida logrando que sea aplastada.
- El géiser: El concursante tiene que lanzar un recipiente y hacer que la pelota caiga en él.
- Los perros: La mascota debe botar todos los palitroques.
- Sushi: El concursante debe atrapar el sushi con palillos chinos.
- La rueda: El concursante debe impulsar una rueda de bicicleta y esta debe encajar en la zona de premio.
- Las Lucas: Deben encontrar un billete de mil pesos con una firma repartidos por todo Chile y pueden ganar cincuenta mil pesos.
- El barman: El concursante debe pasar una pelotita por frascos y luego a un recipiente en 10 segundos.
- El piquero: El concursante debe pasar entre medio de 2 barras sin botar ninguna.
- La Mamushka: Deben hacer bajar una muñeca rusa sin que caiga la torre.
- ¿Quién es?: El participante tiene que adivinar quién es el personaje que se le muestra en una foto borrosa.
- Carrera de guaguas: Cada madre tiene que llamar a su bebé en una carrera donde compiten 4 bebés para que cruce la meta y logren llevarse el premio.
- El cactus: El concursante debe deslizar un palo de madera cubierto de clavos, entremedio de 2 filas de globos.

## Premios
| Año  | País             | Festival       | Categoría                                 | Receptor      | Resultado |
| ---- | ---------------- | -------------- | ----------------------------------------- | ------------- | --------- |
| 2013 | Bandera de Chile | TV Grama       | Mejor Programa de la tarde                | A todo o nada | Ganadora  |
| 2013 | Bandera de Chile | Copihue de Oro | Mejor Programa de Concursos o Entrevistas | A todo o nada | Ganadora  |